# Facidia fenestratum
Facidia fenestratum là một loài bướm đêm trong họ Erebidae.